# Cristiane Rozeira de Souza Silva
Cristiane Rozeira de Souza Silva, voetbalnaam Christiane (Osasco (São Paulo), 15 mei 1985) is een Braziliaanse voetbalster die voor São Paulo FC en het Braziliaans vrouwenelftal speelt. Ze speelt als aanvaller.